# Fairytale Gone Bad
Fairytale Gone Bad (englisch etwa für „Schlecht ausgegangenes Märchen“) ist ein 
Pop-Rock-Song der finnischen Band Sunrise Avenue. Das Stück erschien im Mai 2006 auf ihrem Debütalbum On the Way to Wonderland und wurde im August 2006 als dritte Single ausgekoppelt. Das Lied war der internationale Durchbruch der Gruppe. 

## Inhalt
In Fairytale Gone Bad singt Samu Haber aus der Perspektive des lyrischen Ichs über eine gescheiterte Liebesbeziehung. So habe die Beziehung keine Zukunft mehr, da all ihre gemeinsamen Pläne gescheitert seien und nur noch Streit, Geschrei und Tränen zurückblieben. Er sei bereit, die Beziehung zu beenden und alles hinter sich zu lassen. Sie könne ruhig allen erzählen, dass ihre Liebe gescheitert sei.

“Out of my head, out of my bed

Out of the dreams we had, they’re bad

Tell them it’s me who made you sad

Tell them the fairytale gone bad”

## Produktion
Das Lied wurde von dem Musikproduzenten und Sunrise-Avenue-Mitglied Jukka Backlund produziert, der neben Sänger Samu Haber auch als Autor fungierte. Der Song beginnt in der ersten Strophe ruhig, wobei nur Schlagzeug und Keyboard den Gesang begleiten, mit dem Einsatz der E-Gitarre im Refrain wird es rockiger.

## Musikvideo
Bei dem zu Fairytale Gone Bad in Barcelona gedrehten Musikvideo führte Ralf Strathmann Regie. Es verzeichnet auf YouTube über 20 Millionen Aufrufe (Stand: Juli 2024). Darin spielt die Band das Lied vor einer Mauer, während ein Projektor Videos, in denen eine Frau aus einer vermeintlich glücklichen Beziehung zu sehen ist, abspielt. Darunter befinden sich Szenen am Strand und auf einem Riesenrad. Später ist die Band auf dem Dach eines Hochhauses zu sehen, wobei weiterhin Aufnahmen der Frau als Erinnerungen an die gemeinsamen Erlebnisse abgespielt werden. Am Ende wird ein Streit gezeigt, bei dem die Frau ein Foto von Sänger Samu Haber zerreißt.

## Single

### Covergestaltung
Das Singlecover zeigt die vier damaligen Bandmitglieder – von links nach rechts Janne Kärkkäinen, Raul Ruutu, Samu Haber und Sami Osala vor buntem Hintergrund. Im Vordergrund befinden sich die Schriftzüge Sunrise Ave in Weiß und Fairytale gone bad in Rot.

### Chartplatzierungen
Fairytale Gone Bad stieg am 25. August 2006 auf Platz 72 in die deutschen Singlecharts ein und erreichte am 2. Februar 2007 mit Rang drei die beste Platzierung. Insgesamt hielt sich der Song 73 Wochen in den Top 100, davon sieben Wochen in den Top 10. Somit zählt es zu den Liedern, die am längsten in den deutschen Singlecharts verweilten. Weitere Top-10-Platzierungen gelangen unter anderem in Finnland, der Schweiz, Österreich und Schweden. In den deutschen Single-Jahrescharts 2007 erreichte das Lied Position 18.
| ChartsChartplatzierungen | Höchstplatzierung | Wochen |
| ------------------------ | ----------------- | ------ |
| Deutschland (GfK)        | 3 (73 Wo.)        | 73     |
| Finnland (IFPI)          | 2 (9 Wo.)         | 9      |
| Österreich (Ö3)          | 3 (39 Wo.)        | 39     |
| Schweiz (IFPI)           | 2 (67 Wo.)        | 67     |

| ChartsJahrescharts (2007) | Platzierung |
| ------------------------- | ----------- |
| Deutschland (GfK)         | 18          |
| Österreich (Ö3)           | 16          |
| Schweiz (IFPI)            | 18          |

### Auszeichnungen für Musikverkäufe
Fairytale Gone Bad erhielt 2018 in Deutschland für mehr als 300.000 verkaufte Einheiten eine Platin-Schallplatte.

| Land/Region        | Auszeichnungen für Musikverkäufe (Land/Region, Auszeichnung, Verkäufe) | Verkäufe |
| ------------------ | ---------------------------------------------------------------------- | -------- |
| Finnland (IFPI)    | Platin                                                                 | 6.323    |
| Deutschland (BVMI) | Platin                                                                 | 300.000  |
| Schweden (IFPI)    | Gold                                                                   | 10.000   |
| Schweiz (IFPI)     | Gold                                                                   | 15.000   |
| Insgesamt          | 2× Gold · 2× Platin ·                                                  | 331.323  |